# Frank Rieger

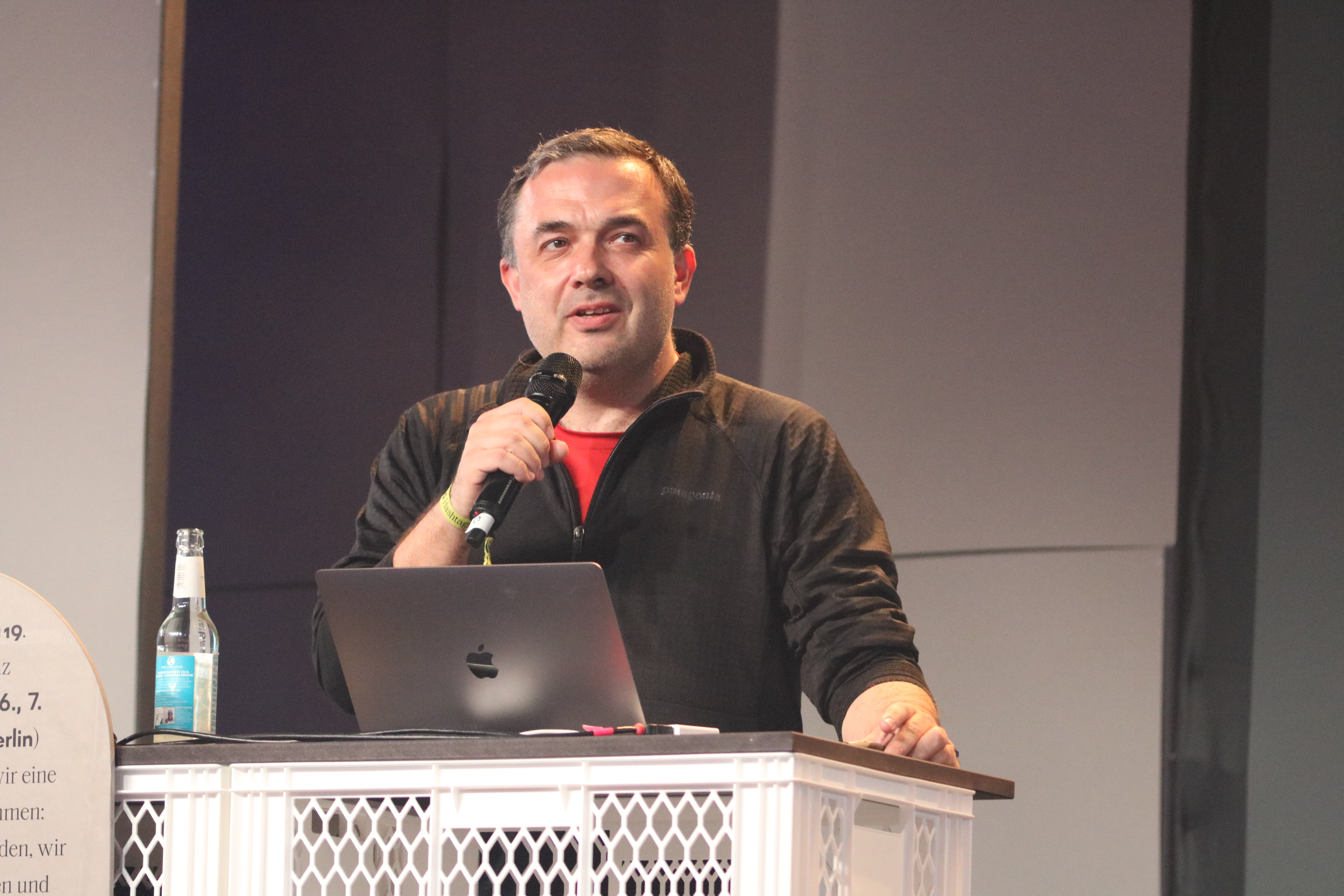
Frank Rieger auf der re:publica 2019

Frank Rieger (* 6. Dezember 1971 in Perleberg) ist ein deutscher Unternehmer, Hacker, Sachbuchautor, Technikpublizist, Internetaktivist und war bis 2025 einer der Sprecher des Chaos Computer Clubs (CCC).

## Leben
Frank Rieger hat seit den 1990er Jahren in Deutschland verschiedene Startup-Unternehmen in den Bereichen Datensicherheit, Navigationsdienste und E-Reading gegründet und arbeitet zurzeit (2015) als Geschäftsführer eines Unternehmens für Kommunikationssicherheit. Er war bis 2025 ehrenamtlich einer der Sprecher des Chaos Computer Clubs (CCC). Er hält Vorträge beim jährlich stattfindenden Chaos Communication Congress des CCC, viele davon gemeinsam mit Felix von Leitner alias Fefe, so den von 2003 bis 2016 (20C3 bis 33C3) jährlich vorgetragenen Fnord-Jahresrückblick. Im Jahr 2009 hielt er zudem die Keynote des 26. Chaos Communication Congress. Zusammen mit Felix von Leitner betreibt er den Podcast Alternativlos.

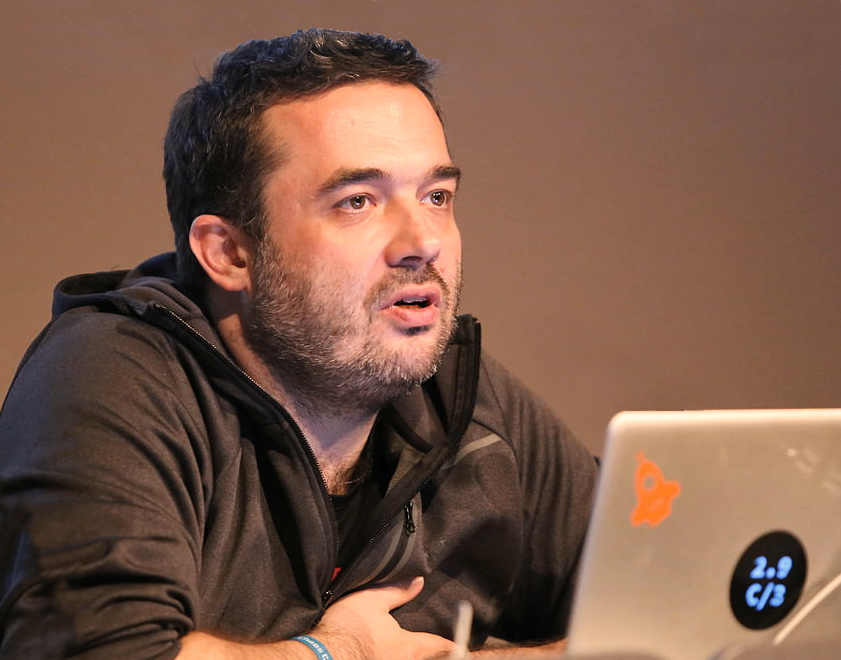
Frank Rieger beim Chaos Communication Congress 2013 des Chaos Computer Clubs

Rieger publiziert regelmäßig im Feuilleton der Frankfurter Allgemeinen Zeitung, beispielsweise über den Computerwurm Stuxnet. Als besonderer Scoop wurde sein Artikel über den vom Chaos Computer Club aufgedeckten und durch Disassemblieren entschlüsselten Staatstrojaner präsentiert.
Rieger und Fefe luden für ihren Podcast den FAZ-Herausgeber und Autor des Internet-kritischen Buches Payback Frank Schirrmacher ein zu den Themen Politischer Diskurs und Weltbildmanipulation. Außerdem sprachen sie für andere Ausgaben mit Constanze Kurz, Gaby Weber, Martin Haase, Kai Biermann und Mathias Döpfner. Im Jahr 2011 erhielt Alternativlos den Preis Politischer Podcast des Jahres vom Deutschlandradio. Frank Rieger ist ein gefragter Interview-Partner zum Thema Datensicherheit und -missbrauch.
Im Jahr 2012 bekamen der Chaos Computer Club sowie seine beiden Sprecher Constanze Kurz und Frank Rieger den Werner-Holtfort-Preis für bürger- und menschenrechtliches Engagement.
Im Jahr 2014 sagte Rieger als Sachverständiger zu technischen Fragen im NSA-Untersuchungsausschuss aus. Er gehört zu den Initiatoren der Charta der Digitalen Grundrechte der Europäischen Union, die Ende November 2016 veröffentlicht wurde.
Rieger ist seit dem Jahr 2004 Geschäftsführer der von ihm mitgegründeten GSMK mbH (Gesellschaft für sichere mobile Kommunikation mit beschränkter Haftung) mit Sitz in Berlin. Die Firma vertreibt Hochsicherheits-Kommunikationslösungen unter anderem an Regierungen und Behörden.
2020 wurde der interaktive Science-Fiction-Roman "Gefährliche Menschen" von Frank Rieger und Co-Autorin Christiane Hütter auf der Plattform polyplot veröffentlicht.

## Politische Ansichten
Frank Rieger ist scharfer Kritiker westlicher Geheimdienste sowie sozialer Netzwerke. Im Feuilleton der FAZ deutete er an, dass die Vereinigten Staaten durch die Überwachung der Geheimdienste auf dem Weg zu einer „Geheimdienstdiktatur“ seien. US-Präsident Barack Obamas Verteidigungsrede für die NSA im Zuge der NSA-Affäre hielt er für ein Anzeichen, dass diese Geheimdienstdiktatur bereits Realität sei. Soziale Medien wie Twitter, Facebook und YouTube gehören seiner Ansicht nach zerschlagen, weil die Menschen auf diesen Plattformen im großen Stil manipuliert würden.

## Werke (Auswahl)
- Constanze Kurz und Frank Rieger: Die Datenfresser. Wie Internetfirmen und Staat sich unsere persönlichen Daten einverleiben und wie wir die Kontrolle darüber zurückerlangen, S. Fischer, Frankfurt am Main 2011, ISBN 978-3-10-048518-2.
- Constanze Kurz und Frank Rieger: Arbeitsfrei. Eine Entdeckungsreise zu den Maschinen, die uns ersetzen, Riemann, München 2013, ISBN 978-3-570-50155-9.
- Constanze Kurz und Frank Rieger: Cyberwar: Die Gefahr aus dem Netz. Wer uns bedroht und wie wir uns wehren können, C. Bertelsmann, München 2018, ISBN 978-3-570-10351-7.